# Rothia caecata
Rothia caecata là một loài bướm đêm trong họ Noctuidae.